# Africa Cup 2006
La Africa Cup del 2006 fue la séptima edición del Torneo africano de naciones.

## Resultados

### Grupo A
| Pos. | Equipo  | Encuentros | Encuentros | Encuentros | Encuentros | Tantos  | Tantos    | Tantos     | Puntos |
| Pos. | Equipo  | jugados    | ganados    | empatados  | perdidos   | a favor | en contra | diferencia | Puntos |
| ---- | ------- | ---------- | ---------- | ---------- | ---------- | ------- | --------- | ---------- | ------ |
| 1    | Namibia | 4          | 2          | 0          | 2          | 140     | 81        | +59        | 8      |
| 2    | Túnez   | 4          | 2          | 0          | 2          | 91      | 67        | +24        | 8      |
| 3    | Kenia   | 4          | 2          | 0          | 2          | 79      | 162       | -83        | 8      |

|  | Clasificado a la Semifinal |

### Resultados
| 27 de mayo | Namibia | 5 – 13 | Kenia | Windhoek, |  |

| 10 de junio | Kenia | 25 – 21 | Túnez | Nairobi, |  |

| 1 de julio | Túnez | 24 – 7 | Namibia | Ciudad de Túnez, |  |

| 2 de septiembre | Kenia | 30 – 26 | Namibia | Nairobi, |  |

| 16 de septiembre | Túnez | 31 – 12 | Kenia | Ciudad de Túnez, |  |

| 16 de septiembre | Namibia | 23 – 15 | Túnez | Windhoek, |  |

### Grupo B
| Pos. | Equipo          | Encuentros | Encuentros | Encuentros | Encuentros | Tantos  | Tantos    | Tantos     | Puntos |
| Pos. | Equipo          | jugados    | ganados    | empatados  | perdidos   | a favor | en contra | diferencia | Puntos |
| ---- | --------------- | ---------- | ---------- | ---------- | ---------- | ------- | --------- | ---------- | ------ |
| 1    | Marruecos       | 4          | 3          | 1          | 0          | 73      | 22        | +51        | 11     |
| 2    | Costa de Marfil | 4          | 1          | 1          | 2          | 41      | 73        | -32        | 7      |
| 3    | Uganda          | 4          | 1          | 0          | 3          | 47      | 66        | -19        | 6      |

### Resultados
| 3 de junio | Marruecos | 36 – 3 | Uganda | Casablanca, |  |

| 17 de junio | Costa de Marfil | 9 – 9 | Marruecos | Abiyán, |  |

| 1 de julio | Uganda | 32 – 7 | Costa de Marfil | Kampala, |  |

| 2 de septiembre | Uganda | 3 – 5 | Marruecos | Kampala, |  |

| 16 de septiembre | Costa de Marfil | 18 – 9 | Uganda | Abiyán, |  |

| 7 de octubre | Marruecos | 23 – 7 | Costa de Marfil | Casablanca, |  |

### Grupo C
| Pos. | Equipo                | Encuentros | Encuentros | Encuentros | Encuentros | Tantos  | Tantos    | Tantos     | Puntos |
| Pos. | Equipo                | jugados    | ganados    | empatados  | perdidos   | a favor | en contra | diferencia | Puntos |
| ---- | --------------------- | ---------- | ---------- | ---------- | ---------- | ------- | --------- | ---------- | ------ |
| 1    | South Africa Amateurs | 2          | 2          | 0          | 0          | 114     | 14        | +100       | 6      |
| 2    | Senegal               | 2          | 1          | 0          | 1          | 25      | 100       | -75        | 4      |
| 3    | Camerún               | 2          | 0          | 0          | 2          | 25      | 50        | -25        | 2      |

### Resultados
| 8 de abril | Senegal | 20 – 16 | Camerún | Dakar, |  |

| 10 de junio | South Africa Amateurs | 84 – 5 | Senegal | Durban, |  |

| 1 de julio | Camerún | 9 – 30 | South Africa Amateurs | Kampala, |  |

### Grupo D
| Pos. | Equipo     | Encuentros | Encuentros | Encuentros | Encuentros | Tantos  | Tantos    | Tantos     | Puntos |
| Pos. | Equipo     | jugados    | ganados    | empatados  | perdidos   | a favor | en contra | diferencia | Puntos |
| ---- | ---------- | ---------- | ---------- | ---------- | ---------- | ------- | --------- | ---------- | ------ |
| 1    | Madagascar | 2          | 1          | 1          | 0          | 81      | 40        | +41        | 5      |
| 2    | Zambia     | 2          | 1          | 0          | 1          | 32      | 69        | -37        | 4      |
| 3    | Zimbabue   | 2          | 0          | 1          | 1          | 32      | 36        | -4         | 2      |

### Resultados
| 12 de agosto | Zimbabue | 22 – 22 | Madagascar | Harare, |  |

| 26 de agosto | Madagascar | 59 – 18 | Zambia | Antananarivo, |  |

| 2 de septiembre | Zambia | 14 – 10 | Zimbabue | Lusaka, |  |

## Semifinal

### Semifinal 1
| 7 de octubre | South Africa Amateurs | 48 – 6 | Madagascar | Johannesburgo, |  |

### Semifinal 2
| 28 de octubre | Namibia | 25 – 7 | Marruecos | Windhoek, |  |

| 11 de noviembre | Marruecos | 8 – 27 | Namibia | Casanlanca, |  |

- Namibia clasifica a la Copa Mundial de Rugby 2007 con un global de 52-15.

## Final
| 2 de diciembre | Namibia | 27 – 29 | South Africa Amateurs | Windhoek, |  |

| Bandera de Sudáfrica          |
| Campeón South Africa Amateurs |
| Tercer título                 |